# Reunificação chinesa de 1928
A Reunificação Chinesa de 1928, conhecido na História da China como a Substituição da Bandeira do Nordeste (chinês tradicional: 东北 易帜) refere-se ao anúncio de Zhang Xueliang, senhor da guerra da Manchúria, a 29 de dezembro de 1928 em substituir as bandeiras do Governo de Beiyang na Manchúria pela bandeira do Governo Nacionalista. Esse ato é visto como o ponto culminante da unificação da China sob um novo Estado.
O Processo de reunificação da China, que estava divida por facções militares (em camarilhas) começou após a morte do líder nacionalista, Sun Yat-sen, em Março de 1925, com Chiang Kai-shek dando continuidade a reunificação. Sua campanha durou até Setembro de 1927, quando o Governo Nacional de Wuhan foi criado, mas mesmo com a parte principal - metropolitana - da China estando sobre o controle do Exército Revolucionário do Kuomintang, ainda havia a Camarilha de Fengtian na região da Manchúria, sob a liderança de Zhang Zuolin.
Por mais que a Manchúria estivesse mantendo uma relação neutra com os nacionalistas e evitando grandes confrontos, os nacionalistas viam como fundamental anexar os territórios de Zuolin. Por coinhecidencia, Zhang Zuolin foi emboscado por tropas japonesas e morto em uma atentado durante o Incidente de Huanggutun, e quem assumiu o poder da Manchuria foi seu filho, Zhang Xueliang, que foi reconhecido pelos nacionalistas.

Xueling era neutro e declarou que não iria se opor a reunificação chinesa, o que brevemente irritou o Império do Japão, que o pressinou a proclamar a independência da Manchúria, no entanto, Xueling recusou as demandas japonesas e se juntou ao Chiang Kai-shek; No dia 29 de Dezembro de 1928 ele substitui as ultimas bandeiras do antigo Governo de Beiyang pela bandeira do recém mudado Governo Nacional da República da China.

Bandeira do Governo de Beiyang (1913-1928)
Bandeira da China sob o Partido Nacionalista da China (1928-1949)